# Barbarism begins at home
Barbarism begins at home is een single van de Britse alternatieve rockgroep The Smiths en het voorlaatste nummer van het studioalbum Meat is murder uit 1985. Het lied verscheen aanvankelijk enkel in Duitsland en Italië op single, gevolgd door een Britse single in 1988.

## Achtergrond
Barbarism begins at home is hevig beïnvloed door funk en is met een speelduur van 6:57 het langste nummer van The Smiths. Zanger Morrissey schreef het nummer als een aanklacht tegen ouders die hun kinderen slaan, al verklaarde hij dat de tekst niet autobiografisch was. Gitarist Johnny Marr componeerde het nummer in de zomer van 1983 tijdens een jamsessie. Later noemde Marr het een van zijn minst favoriete nummers van de groep.

## Nummers
Alle muziek en teksten zijn geschreven door Morrissey en Johnny Marr. 
| Nr. | Titel                    | Duur |
| --- | ------------------------ | ---- |
| 1.  | Barbarism begins at home | 3:48 |
| 2.  | Shakespeare's sister     | 2:09 |

| Nr. | Titel                    | Duur |
| --- | ------------------------ | ---- |
| 1.  | Barbarism begins at home | 7:00 |
| 2.  | Shakespeare's sister     | 2:09 |
| 3.  | Stretch out and wait     | 2:37 |

| Nr. | Titel                    | Duur |
| --- | ------------------------ | ---- |
| 1.  | Barbarism begins at home | 3:48 |
| 2.  | Shakespeare's sister     | 2:09 |
| 3.  | Stretch out and wait     | 2:44 |

## Bezetting
- Morrissey - zang
- Johnny Marr - gitaar
- Andy Rourke - basgitaar
- Mike Joyce - drumstel